# Wolfratshausen
Wolfratshausen é uma cidade da Alemanha localizado no distrito de Bad Tölz-Wolfratshausen, região administrativa de Alta Baviera, estado da Baviera.

## Geografia
Localizada na confluência dos rios Isar e Loisach (47°55′N, 11°25′E) tem uma população de 17 118 habitantes (Censo 2003) numa área de 9 km² e se eleva 577 metros acima do nível do mar.

## História
A primeira menção a "Wolveradeshusun", antigo nome, aparece em documentos do ano de 1003. Cem anos depois, Otto II construiu um castelo numa colina sobre o vale, que existiu por mais de seiscentos anos, destruído por um explosão dos depósitos de pólvora, incendiados por um raio em 7 de abril de 1734.
Em 1280 a cidade foi designada como cidade-mercado e no século XV os habitantes usavam os rios para transporte de água. Nos dias de hoje ainda se pode fazer um passeio fluvial de Wolfratshausen até Munique.
Durante a Segunda Guerra Mundial um dos subcampos de concentração de Dachau foi construído na cidade.